# Howard Kaylan
Howard Kaylan (Howard Kaplan, 22 de junio de 1947) es un músico y humorista estadounidense reconocido por haber sido uno de los miembros fundadores de la agrupación The Turtles, por haber sido parte de la banda de Frank Zappa, The Mothers of Invention y por representar a "Eddie" en la banda de rock cómico Flo & Eddie, junto a Mark Volman. Paralelo a su carrera musical, Kaylan ha escrito algunos relatos cortos de literatura fantástica y ciencia ficción.